# ناوشکن کلاس ترایبل (۱۹۳۶)
دیسترویر کلاس ترایبل (۱۹۳۶) (به انگلیسی: Tribal-class destroyer (1936)) یک کلاس از کشتی است که طول آن ۳۷۷ فوت (۱۱۵ متر) می‌باشد.